# Корейская долгохвостка
Корейская долгохвостка (лат. Takydromus wolteri) — вид пресмыкающихся из семейства настоящих ящериц. Для обитания, предпочитает открытые участки. Когда ночуют, то используют свой длинный хвост для того, чтобы уцепиться за ветку. Экология ящериц изучена слабо. Численность ящерицы уменьшается из-за освоением людьми новых мест для жительства.

## Описание
Верхняя часть тела коричневая либо оливково-серая. Вдоль хребта есть чёрная либо чёрно-бурая полоса, которая переходит на хвост. По бокам проходят тёмные широкие полосы, отороченные снизу узкой белой, либо голубоватой полоской. Брюхо желтовато-белое, горло и грудь зеленовато-голубые.
Длина тела 6,8 см, хвост вдвое больше тела самой ящерицы. Межчелюстной щиток не касается лобоносого. Между надглазничными и верхнересничными могут быть 7 мелких зёрнышек. Подглазничный щиток касается края рта, впереди от него 4 (реже — 3 или 5) верхнегубных щитков. Височная чешуя гладкая, либо со слабыми рёбрышками. Горловая чешуя — гладкая которая потом увеличивается на шее. На спине есть 7-8 рядов ребристых чешуй. Боковые чешуи крупнее спинно-боковых, с резкими рёбрышками. Вокруг середины туловища находятся 30-40 чешуек. Щитки на брюхе расположены восемью продольными рядами, внешние ряды щитков со слабыми рёбрышками, внутренние ряды щитков гладкие. Анальный щиток крупный, ширина чуть больше, чем его же длина. У основании бёдер по одной паховой поре. Молодь тёмная.

### Питание
Питаются насекомыми, мелкими беспозвоночными, а также пауками.

## Ареал
Живут на острове Сойсю, на Корейском полуострове, на востоке Китая, и на юго-востоке Маньчжурии.
Встречаются на юге Приморского края, вплоть до реки Иман.

### Места обитания
Живут на открытых участках. Несмотря на то, что ареалы амурских долгохвосток и данного вида могут сходится, они обитают в совершенно разных условиях; ведь амурские долгохвостки живут на полянах, опушках и склонах, тогда как корейские долгохвостки любят открытые болота с лугами. Также, корейские долгохвостки обитают у берегов рек в зарослях тростника, а также на обрывистых склонах.
Как и другие виды долгохвосток, они укрываются в норах грызунов, в густой траве, и расщелинах между камнями. В случае опасности может нырнуть в воду, ведь данный вид умеет хорошо плавать. Они являются очень подвижными ящерицами, быстро бегают, и лазают по траве с кустарниками.

## Размножение
После зимовки, вылезает из логова в первой половине мая. Самки откладывают яйца не менее двух раз за сезон. Общее число всех яиц, которые отложила самка за всё время — 17 штук. В августе и сентябре появляются молодые ящерицы. Их длина — почти 7 см.